# II wojna Brytyjczyków z Aszanti
II wojna Brytyjczyków z Aszanti miała miejsce w latach 1873–1874.
Asantehene (król Aszanti) Kaofi Kalkali próbował obronić ostatnie handlowe wyjście w morze swojego imperium w pobliżu starego nadmorskiego fortu Elmina, który przeszedł we władanie Brytyjczyków pomiędzy 1869 i 1872.
Na początku 1873 roku armia Aszanti licząca między 12 a 60 tysięcy żołnierzy przeprawiła się przez rzekę Pra. Po zaatakowaniu Fante, plemienia pod brytyjską protekcją, skierowali się do wybrzeża. Na pomoc wezwana została Królewska Marynarka Wojenna (Royal Navy), która wysłała część piechoty morskiej i marynarzy do mieszkańców starych niewolniczych fortów. Elmina została utrzymana pomimo gwałtownego szturmu Aszanti. Patrol zwiadowczy wysłany w górę Pra został wciągnięty w zasadzkę w Chamah i zmuszony do wycofania się. Pewna ilość zejść na ląd i ostrzał marynarki wojennej mogły spowolnić Aszanti, ale ich nie zatrzymały. Londyn zdał sobie sprawę, że musiałby wysłać armię w celu uporania się z tą sytuacją.
Brytyjski rząd wyznaczył generała Garneta Wolseleya, administratora i głównodowodzącego, i rozkazał mu przepędzenie Aszanti z regionu przybrzeżnego. W grudniu 1873 roku afrykańscy poborowi Wolseleya zostali wzmocnieni przy pomocy kilku brytyjskich jednostek przybyłych na ten obszar, włączając żołnierzy z: Black Watch (czarnych strażników), brygady karabinierów, fizylierów walijskich, 2. regimentu Indii Zachodnich oraz piechotę morską i marynarzy.
Mniej więcej miesiąc później, Wolseley wysłał poprzez Prah szpicę, która ostrzegła Asantehene o zamiarze podjęcia działań wojennych. Wolseley zaoferował również rozejm. Kiedy negocjacje nie powiodły się, obie strony przygotowywały się do wojny. Brytyjczycy zebrali armię ekspedycyjną liczącą około 4000 ludzi, włączając dwie jednostki składające się z członków przybrzeżnych plemion i skierowali się do stolicy Aszanti, Kumasi.
Najbardziej znacząca bitwa drugiej wojny odbyła się w Amoafo, blisko wsi Bekwai. Chociaż Aszanti walczyli nad podziw dobrze, lepsza broń użyta przez Brytyjczyków przyniosła im zwycięstwo. Straty Aszanti były nieznane, Brytyjczycy stracili czterech ludzi, a 194 zostało rannych. W kolejnych dniach Wolseley zdobył Bekwai i po zakończeniu innej bitwy w okolicach Ordahsu wszedł do Kumasi, stolicy Aszanti. Tam znalazł dowody na składanie ofiar z ludzi i spalił je. Chociaż Wolseley poradził sobie z zajęciem Kumasi w jeden dzień, Aszanti byli wstrząśnięci, uświadamiając sobie niższość ich systemów militarnego i łączności.
14 marca 1874 roku w Fomena obydwie strony podpisały traktat, który wymagał od Aszanti wypłaty rekompensaty w ilości 50.000 uncji złota, zrzeczenia się roszczeń do Elmina, spłacenia brytyjskich zadłużeń za używanie fortów oraz zerwania przymierza z kilkoma stanami, włączając Denkyira i Akyem. Dodatkowo Asantehene zgodził się wycofać wojsko z wybrzeża aby utrzymać otwarte szlaki handlowe oraz wstrzymać praktykę składania ofiar z ludzi.
Brytyjskie zwycięstwo i traktat z Fomena położył kres marzeniom Aszanti o przyłączaniu nadbrzeżnych stanów do ich mocarstwa. Północne stany Brong-Ahafo, Gonja i Dagomba też skorzystały na porażce Aszanti przez zapewnienie im niepodległości. Imperium Aszanti było bliskie upadku. Pokonując Aszanti, Brytyjczycy nieświadomie zdestabilizowali cały region.
Asantehene Kalkali został usunięty, a władzę przejął Mensa Bonsu, próbując przystosować przedstawicielstwa rządu Aszanti do zmienionej sytuacji. Chociaż zreorganizował armię, wyznaczył kilku Europejczyków na seniorów placówek i powiększył bogactwa Aszanti, brytyjscy agenci polityczni popierający wodzów północnych secesjonistów i przeciwników rządu państwowego w Kumasi, uniemożliwili mu przywrócenie imperialnej potęgi Aszanti.
Szacunkowa ocena strat w ludziach mówi, że w rezultacie wojny zginęło ok. 2000 Aszanti i ok. 1000 Brytyjczyków.